# Antonello Cuccureddu
Antonello Cuccureddu (Alghero, 4 ottobre 1949) è un ex calciatore e allenatore di calcio italiano, di ruolo difensore o centrocampista.

## Biografia
Nato in una famiglia di umili origini, ha un fratello di qualche anno più giovane, Carmelo, anche lui cimentatosi come calciatore nello stesso periodo di Antonello, seppur con minore successo, avendo circoscritto la propria carriera alle categorie inferiori.

## Caratteristiche tecniche

### Giocatore

Cuccureddu (a destra) in nazionale al, mentre interviene in acrobazia sull'argentino Ortiz.

Calciatore molto eclettico, venne impiegato come jolly di difesa e centrocampo, svariando da mezzala – suo ruolo originario – a mediano, da terzino fluidificante a stopper. In questo senso, rimane singolare quanto accadde nella Serie A 1975-1976 quando, in un'epoca ancora lontana dalla numerazione fissa, Cuccureddu terminò quel campionato vestendo ben sette diversi numeri di maglia, con altrettanti ruoli ricoperti: il n. 2 (contro Napoli, Roma, Bologna, Sampdoria e Perugia), il n. 3 (Verona, Como, Fiorentina, Cagliari e Cesena), il n. 4 (Fiorentina), il n. 7 (Como, Inter), il n. 8 (Verona), il n. 10 (Inter e Ascoli) e il n. 11 (Torino).
Nel corso della sua carriera, oltre a dinamismo e intelligenza tattica, rivelò ben presto delle spiccate attitudini offensive; a tal proposito, agli esordi in Serie A si guadagnò il paragone con Eusebio Castigliano, storico mediano del Grande Torino, tra i primi nel ruolo a specializzarsi anche nel cercare la battuta a rete. Dotato di un destro teso, potente e preciso, Cuccureddu lo mise a frutto con conclusioni da fuori area, calci piazzati e rigori: con 26 segnature nella massima divisione italiana, tutte maturate durante la sua militanza nella Juventus – ne siglò 39 in totale –, emerse come uno dei difensori-centrocampisti più prolifici di sempre in Serie A.

### Allenatore
Come allenatore predilige utilizzare moduli di provata affidabilità, basati su una solida difesa a quattro elementi, vedi il classico 4-4-2 o il derivato 4-3-1-2.

## Carriera

### Giocatore

#### Club

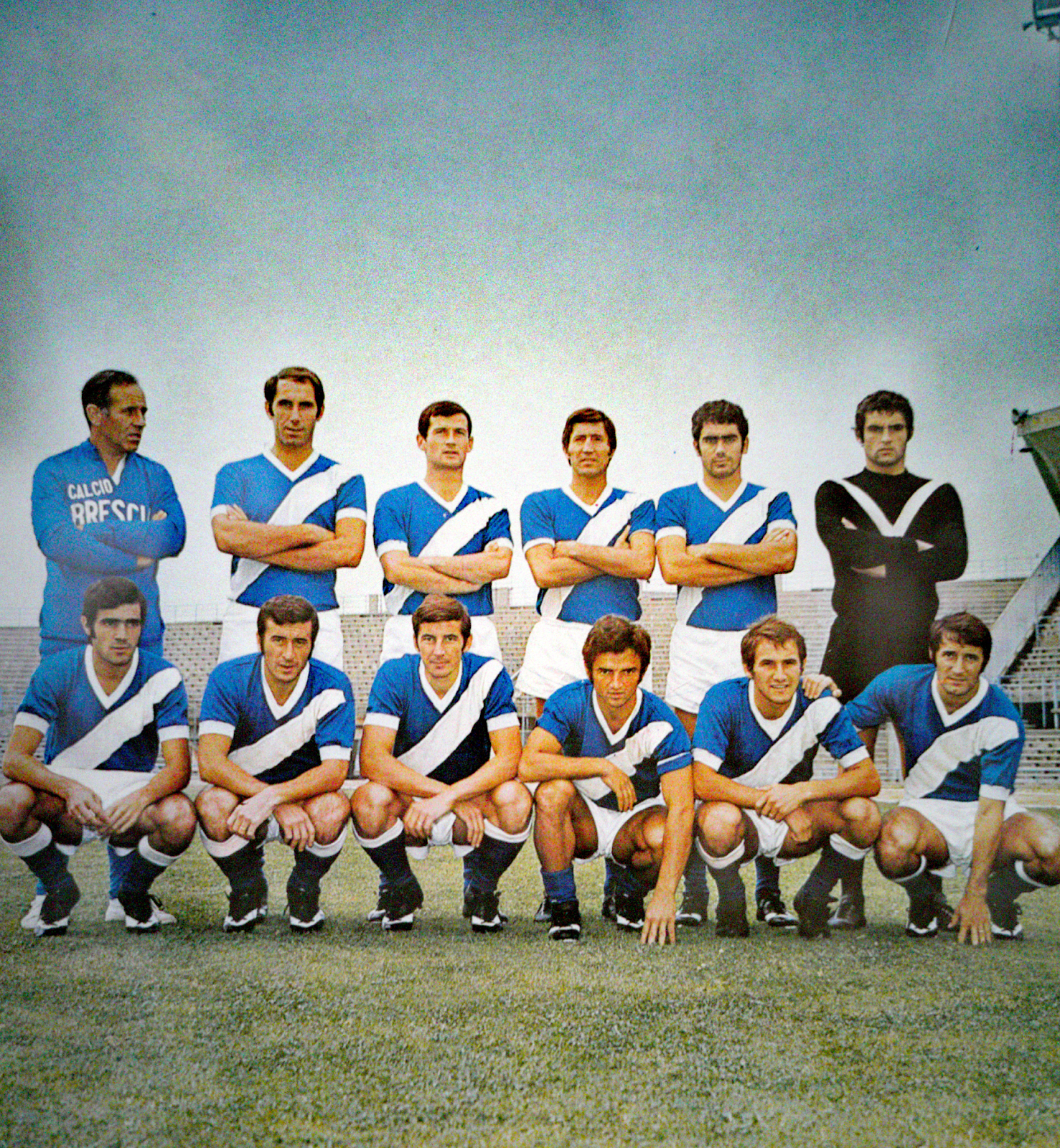
Cuccureddu (accosciato, primo da sinistra) al Brescia nel 1969

Cominciò a giocare a pallone in giovane età grazie al padre, presidente di una piccola squadra amatoriale della natìa Alghero, la Rinascita; andò in seguito al Fertilia con cui, ancora minorenne, vinse il campionato sardo di Seconda Categoria. La vera carriera calcistica iniziò per lui con la stagione 1967-1968, quando passò per 2 milioni di lire alla Torres di Sassari, in Serie C, dove venne impiegato come centrocampista puro.
Nell'annata 1968-1969, acquistato per 30 milioni, si trasferì al Brescia appena retrocesso in Serie B; nonostante la giovane età l'allenatore Silvestri gli concesse numerose presenze nel torneo cadetto, la maggior parte delle quali da titolare, facendo sì che Cuccureddu contribuisse attivamente all'immediato ritorno delle rondinelle in massima categoria. Iniziò la stagione seguente ancora nelle file della squadra biancazzurra, fin quando nel settembre 1969 destò le attenzioni della Juventus in occasione di un incontro di Coppa Italia a Torino, in cui il diciannovenne Cuccu marcò con successo l'esperto del Sol: la prova offerta convinse i piemontesi, di lì a un paio di mesi, a prelevarlo dai lombardi per la somma di 350 milioni, con il giocatore che andò così a indossare la maglia per la quale aveva sempre tifato.

Cuccureddu, in maglia juventina, alle prese con un avversario del Derby County nella semifinale di andata della Coppa dei Campioni 1972-1973.

Fece il suo debutto in bianconero il 12 novembre 1969, nella sfida di Coppa delle Fiere a Berlino Ovest contro l'Hertha Berlino; tuttavia l'esordio più ricordato è quello di quattro giorni dopo in Serie A, nella trasferta di Cagliari, in cui trovò anche la sua prima rete in massima divisione, quella dell'1-1 finale: «la Juventus era malmessa in classifica [...] ci trovammo sotto di un goal, la gente urlava "serie B, serie B". Nel finale mi giunse fra i piedi la palla buona ed infilai Albertosi. Quel goal rappresentò molto, fu una specie di trampolino [...]».
La rete più importante della sua carriera la segnò il 20 maggio 1973, durante l'ultima giornata del campionato 1972-1973. Mentre il Milan, in vantaggio di un punto rispetto ai bianconeri, perdeva 5-3 a Verona, la Juventus riusciva a recuperare lo svantaggio iniziale in casa della Roma, dapprima pareggiando con Altafini e poi vincendo 2-1 a tre minuti dalla fine, con un tiro da fuori area di Cuccureddu; questo successo consentì ai piemontesi di conquistare il loro quindicesimo scudetto. Il campionato successivo, 1973-1974, si rivelò tra i migliori sul piano personale, in particolar modo sotto l'aspetto realizzativo: chiuse infatti quel torneo a quota 12 gol, dopo esserne stato persino capocannoniere per lunghi tratti.
Cuccureddu giocò per dodici stagioni con la divisa della Juventus, emergendo come uno degli elementi più importanti dei plurititolati bianconeri degli anni 1970, passati sotto la guida di Vycpálek, Parola e Trapattoni: con la Vecchia Signora mise in bacheca sei titoli nazionali (1971-1972, 1972-1973, 1974-1975, 1976-1977, 1977-1978 e 1980-1981), la Coppa Italia 1978-1979 e la Coppa UEFA 1976-1977, il primo trofeo confederale del club torinese.

Da sinistra: Cuccureddu, Daniel Bertoni ed Eraldo Pecci alla Fiorentina nella stagione 1981-1982

Nell'estate 1981, trentunenne, si accasò alla Fiorentina dove, nel campionato 1981-1982, sfiorò un ennesimo scudetto dopo un lungo duello proprio contro la sua ex squadra. A Firenze chiuse con la Serie A nel 1984, a causa di vari infortuni alla schiena. Con l'annata 1984-1985 concluse poi definitivamente la carriera agonistica, in Serie C2, nelle file del Novara.

#### Nazionale
Dopo aver maturato tre presenze con la maglia della nazionale Under-21 nel biennio 1969-1971, furono 13 le partite di Cuccureddu in nazionale A, tutte sotto la gestione del commissario tecnico Enzo Bearzot: tra queste è compreso l'esordio del 26 ottobre 1975 a Varsavia contro la Polonia, e i 5 incontri disputati al campionato del mondo 1978 in Argentina (chiuso dagli azzurri al quarto posto) che ne fecero il primo calciatore sardo a scendere in campo nella fase finale di un mondiale – eguagliato in seguito dai soli Zola nel 1994, e Sirigu nel 2014.

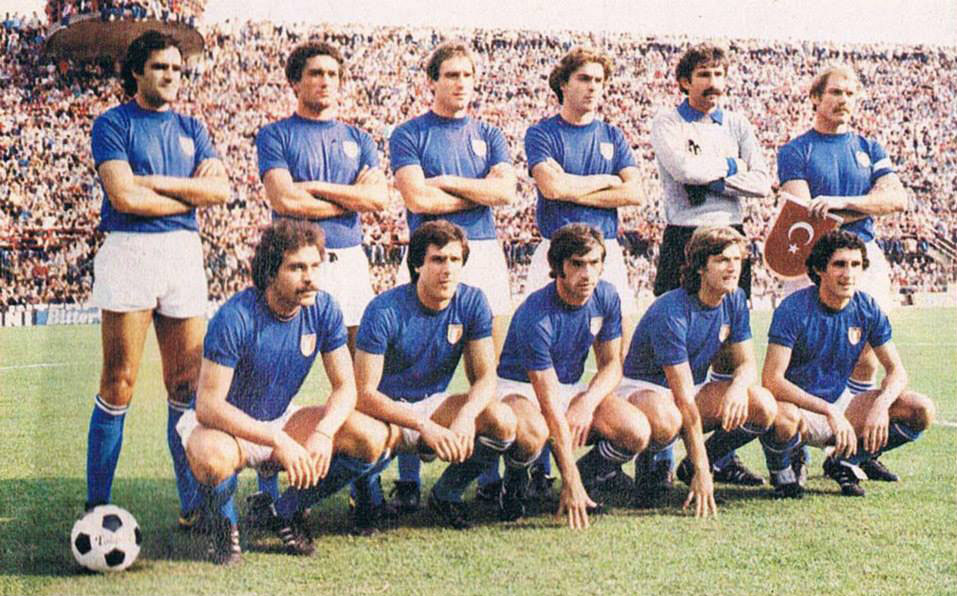
Cuccureddu (in piedi, primo da sinistra) in maglia azzurra nel 1978

L'ultimo incontro di Cuccureddu in nazionale risale al dicembre 1978, contro la Spagna; in generale, non riuscì mai a entrare stabilmente nel giro azzurro, da cui venne definitivamente estromesso all'indomani del mondiale argentino: «Non discuto le scelte di Bearzot: certamente avrà avuto le sue ragioni. Però un discorsino mi avrebbe fatto piacere. In fondo il mio contributo l'avevo dato».

### Allenatore

#### Gli inizi
Intrapresa la carriera di allenatore una volta chiusa l'attività agonistica, nel 1988 eredita da Salvatore Jacolino la panchina della squadra Primavera della Juventus, incarico che manterrà fino alla metà del decennio seguente. A Torino vince nella stagione 1993-1994 il Campionato Primavera e il Torneo di Viareggio – due successi che mancavano alle giovanili bianconere, rispettivamente, da oltre venti e trent'anni a quella parte –, e nell'annata seguente la prima Coppa Italia Primavera nella storia del club; contribuisce inoltre in questi anni alla crescita di una giovane promessa quale Del Piero, futura bandiera juventina.

Cuccureddu (al centro) festeggia, assieme ai ragazzi della squadra Primavera juventina, la vittoria del campionato di categoria 1993-1994.

A tale esperienza si affianca nella stagione 1990-1991 quella di vice della prima squadra durante la gestione tecnica di Luigi Maifredi, avendo anche l'occasione di debuttare in Serie A, sostituendo lo squalificato Maifredi, nella sfida casalinga del 30 settembre 1990 contro la Sampdoria (0-0).

#### Le serie minori
Nel 1997-1998 ottiene l'ottava posizione con l'Acireale, in Serie C1. Dopo una fugace esperienza alla guida della Ternana nel 1998-1999, in Serie B, dov'è sostituito da Luigi Delneri, nel 1999-2000 passa ad allenare il Crotone, sempre in C1, portando la squadra pitagorica, dopo un entusiasmante campionato, alla storica promozione in cadetteria con quattro giornate di anticipo. La separazione dai crotonesi avviene l'anno successivo, quando è esonerato dopo alcune giornate. Nel 2004-2005 guida l'Avellino in C1, ma a poche giornate dal termine viene sollevato dall'incarico, non potendo dunque partecipare attivamente alla promozione in cadetteria dei biancoverdi. Nella stagione 2005-2006 è sulla panchina della Sassari Torres che porta sino alle semifinali play-off, dove gli isolani vengono eliminati dal Grosseto.

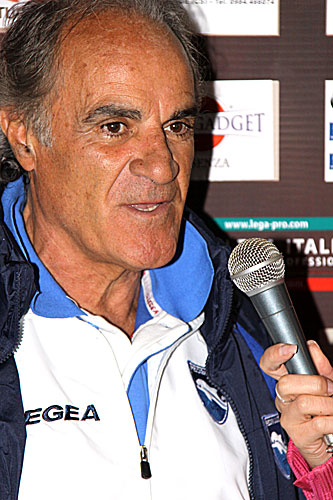
Cuccureddu al Pescara nella stagione 2009-2010

Nel novembre 2006 diviene il nuovo allenatore proprio dei grossetani, e in sei mesi riesce a portare la squadra maremmana dai bassifondi della classifica alla prima posizione; il 13 maggio 2007 il Grosseto vince 1-0 a Padova e viene promosso, per la prima volta nella sua storia, in Serie B. Cuccureddu in Maremma ha ottenuto una delle migliori medie-punti di sempre tra gli allenatori biancorossi: 53 punti in venticinque match, pari a 2,12 punti a partita.
Nel giugno 2007 arriva la chiamata del Perugia, in C1, che con Cuccureddu punta alla promozione. Dopo una buona partenza la squadra accusa un calo e, a seguito di quattro sconfitte interne consecutive, viene esonerato: sarà richiamato dopo due sole partite, coincise con altrettante sconfitte.
Il 23 marzo 2009 viene chiamato dal Pescara, in sostituzione dell'esonerato Giuseppe Galderisi. Dopo aver centrato la salvezza diretta, viene confermato per altre due stagioni. Tuttavia nell'annata successiva, il 12 gennaio 2010, dopo una serie negativa di risultati e all'indomani della sconfitta in casa con la Cavese, viene sollevato dalla guida tecnica degli abruzzesi.
Il 30 settembre 2013 viene annunciato il suo ingaggio come direttore tecnico dell'Alghero, nel torneo regionale di Eccellenza, dimettendosi dopo un mese dall'incarico per divergenze sui programmi. Poche settimane dopo, il 26 novembre, in seguito all'esonero di Stefano Cuoghi, riassume la carica di allenatore del Grosseto, in Prima Divisione, da cui viene esonerato il 27 gennaio 2014 a seguito di altalenanti risultati culminati nella sconfitta contro una sua ex squadra, il Perugia.

### Dopo il ritiro
Dopo il ritiro fonda nella natìa Alghero una società calcistica dilettantistica, la "Antonello Cuccureddu 1969". Per quest'attività, nel giugno 2017 viene indagato dalla procura di Sassari con l'accusa di turbativa d'asta, finendo a processo nel gennaio 2020; nel maggio dello stesso anno la vicenda vede Cuccureddu ottenere parere favorevole da parte del tribunale amministrativo regionale.

## Statistiche

### Presenze e reti nei club
| Stagione          | Squadra           | Campionato        | Campionato | Campionato | Coppe nazionali | Coppe nazionali | Coppe nazionali | Coppe continentali | Coppe continentali | Coppe continentali | Altre coppe | Altre coppe | Altre coppe | Totale | Totale |
| Stagione          | Squadra           | Comp              | Pres       | Reti       | Comp            | Pres            | Reti            | Comp               | Pres               | Reti               | Comp        | Pres        | Reti        | Pres   | Reti   |
| ----------------- | ----------------- | ----------------- | ---------- | ---------- | --------------- | --------------- | --------------- | ------------------ | ------------------ | ------------------ | ----------- | ----------- | ----------- | ------ | ------ |
| 1967-1968         | Torres            | C                 | 34         | 0          | -               | -               | -               | -                  | -                  | -                  | -           | -           | -           | 34     | 0      |
| 1968-1969         | Brescia           | B                 | 22         | 0          | CI              | 1               | 0               | -                  | -                  | -                  | -           | -           | -           | 23     | 0      |
| lug.-nov. 1969    | Brescia           | A                 | 0          | 0          | CI              | 2               | 0               | -                  | -                  | -                  | CM          | 0           | 0           | 3      | 0      |
| Totale Brescia    | Totale Brescia    | Totale Brescia    | 22         | 0          |                 | 3               | 0               |                    | -                  | -                  |             | 0           | 0           | 25     | 0      |
| nov. 1969-1970    | Juventus          | A                 | 22         | 4          | CI              | 2               | 0               | CdF                | 2                  | 0                  | CAI         | 4           | 0           | 30     | 4      |
| 1970-1971         | Juventus          | A                 | 22         | 1          | CI              | 3               | 0               | CdF                | 8                  | 0                  | TP          | 0           | 0           | 33     | 1      |
| 1971-1972         | Juventus          | A                 | 10         | 0          | CI              | 9               | 0               | CU                 | 4                  | 1                  | -           | -           | -           | 23     | 1      |
| 1972-1973         | Juventus          | A                 | 22         | 1          | CI              | 9               | 0               | CC                 | 9                  | 1                  | -           | -           | -           | 40     | 2      |
| 1973-1974         | Juventus          | A                 | 26         | 12         | CI              | 6               | 3               | CC                 | 2                  | 1                  | CInt        | 1           | 0           | 35     | 16     |
| 1974-1975         | Juventus          | A                 | 27         | 2          | CI              | 8               | 1               | CU                 | 9                  | 1                  | -           | -           | -           | 44     | 4      |
| 1975-1976         | Juventus          | A                 | 28         | 0          | CI              | 4               | 1               | CC                 | 3                  | 0                  | -           | -           | -           | 35     | 1      |
| 1976-1977         | Juventus          | A                 | 29         | 1          | CI              | 9               | 0               | CU                 | 12                 | 3                  | -           | -           | -           | 50     | 4      |
| 1977-1978         | Juventus          | A                 | 30         | 2          | CI              | 4               | 0               | CC                 | 7                  | 0                  | -           | -           | -           | 41     | 2      |
| 1978-1979         | Juventus          | A                 | 27         | 2          | CI              | 7               | 1               | CC                 | 2                  | 0                  | -           | -           | -           | 36     | 3      |
| 1979-1980         | Juventus          | A                 | 26         | 0          | CI              | 3               | 0               | CdC                | 7                  | 0                  | -           | -           | -           | 36     | 0      |
| 1980-1981         | Juventus          | A                 | 29         | 1          | CI              | 2               | 0               | CU                 | 4                  | 0                  | TC          | 0           | 0           | 35     | 1      |
| Totale Juventus   | Totale Juventus   | Totale Juventus   | 298        | 26         |                 | 66              | 6               |                    | 69                 | 7                  |             | 5           | 0           | 438    | 39     |
| 1981-1982         | Fiorentina        | A                 | 11         | 0          | CI              | 3               | 0               | -                  | -                  | -                  | -           | -           | -           | 14     | 0      |
| 1982-1983         | Fiorentina        | A                 | 23         | 0          | CI              | 0               | 0               | CU                 | 0                  | 0                  | -           | -           | -           | 23     | 0      |
| 1983-1984         | Fiorentina        | A                 | 3          | 0          | CI              | 2               | 0               | -                  | -                  | -                  | -           | -           | -           | 5      | 0      |
| Totale Fiorentina | Totale Fiorentina | Totale Fiorentina | 37         | 0          |                 | 5               | 0               |                    | 0                  | 0                  |             | -           | -           | 42     | 0      |
| 1984-1985         | Novara            | C2                | 22         | 0          | CI-C            | 0               | 0               | -                  | -                  | -                  | -           | -           | -           | 22     | 0      |
| Totale carriera   | Totale carriera   | Totale carriera   | 413        | 26         |                 | 74              | 6               |                    | 69                 | 7                  |             | 5           | 0           | 561    | 39     |

### Cronologia presenze e reti in nazionale
| Cronologia completa delle presenze e delle reti in nazionale ― Italia | Cronologia completa delle presenze e delle reti in nazionale ― Italia | Cronologia completa delle presenze e delle reti in nazionale ― Italia | Cronologia completa delle presenze e delle reti in nazionale ― Italia | Cronologia completa delle presenze e delle reti in nazionale ― Italia | Cronologia completa delle presenze e delle reti in nazionale ― Italia | Cronologia completa delle presenze e delle reti in nazionale ― Italia | Cronologia completa delle presenze e delle reti in nazionale ― Italia |
| Data                                                                  | Città                                                                 | In casa                                                               | Risultato                                                             | Ospiti                                                                | Competizione                                                          | Reti                                                                  | Note                                                                  |
| --------------------------------------------------------------------- | --------------------------------------------------------------------- | --------------------------------------------------------------------- | --------------------------------------------------------------------- | --------------------------------------------------------------------- | --------------------------------------------------------------------- | --------------------------------------------------------------------- | --------------------------------------------------------------------- |
| 26-10-1975                                                            | Varsavia                                                              | Polonia                                                               | 0 – 0                                                                 | Italia                                                                | Qual. Euro 1976                                                       | -                                                                     |                                                                       |
| 17-11-1976                                                            | Roma                                                                  | Italia                                                                | 2 – 0                                                                 | Inghilterra                                                           | Qual. Mondiali 1978                                                   | -                                                                     | 68’                                                                   |
| 22-12-1976                                                            | Lisbona                                                               | Portogallo                                                            | 2 – 1                                                                 | Italia                                                                | Amichevole                                                            | -                                                                     | 46’                                                                   |
| 26-1-1977                                                             | Roma                                                                  | Italia                                                                | 2 – 1                                                                 | Belgio                                                                | Amichevole                                                            | -                                                                     |                                                                       |
| 16-11-1977                                                            | Londra                                                                | Inghilterra                                                           | 2 – 0                                                                 | Italia                                                                | Qual. Mondiali 1978                                                   | -                                                                     | 83’                                                                   |
| 3-12-1977                                                             | Roma                                                                  | Italia                                                                | 3 – 0                                                                 | Lussemburgo                                                           | Qual. Mondiali 1978                                                   | -                                                                     | 13’                                                                   |
| 6-6-1978                                                              | Mar del Plata                                                         | Italia                                                                | 3 – 1                                                                 | Ungheria                                                              | Mondiali 1978 - 1º turno                                              | -                                                                     | 78’                                                                   |
| 10-6-1978                                                             | Buenos Aires                                                          | Italia                                                                | 1 – 0                                                                 | Argentina                                                             | Mondiali 1978 - 1º turno                                              | -                                                                     | 6’                                                                    |
| 18-6-1978                                                             | Buenos Aires                                                          | Italia                                                                | 1 – 0                                                                 | Austria                                                               | Mondiali 1978 - 2º turno                                              | -                                                                     | 46’                                                                   |
| 21-6-1978                                                             | Buenos Aires                                                          | Paesi Bassi                                                           | 2 – 1                                                                 | Italia                                                                | Mondiali 1978 - 2º turno                                              | -                                                                     |                                                                       |
| 24-6-1978                                                             | Buenos Aires                                                          | Brasile                                                               | 2 – 1                                                                 | Italia                                                                | Mondiali 1978 - Finale 3º-4º posto                                    | -                                                                     | 4º posto                                                              |
| 23-9-1978                                                             | Firenze                                                               | Italia                                                                | 1 – 0                                                                 | Turchia                                                               | Amichevole                                                            | -                                                                     | 82’                                                                   |
| 21-12-1978                                                            | Roma                                                                  | Italia                                                                | 1 – 0                                                                 | Spagna                                                                | Amichevole                                                            | -                                                                     | 67’                                                                   |
| Totale                                                                |                                                                       | Presenze                                                              | 13                                                                    |                                                                       | Reti                                                                  | 0                                                                     |                                                                       |

| Cronologia completa delle presenze e delle reti in nazionale ― Italia under 21 | Cronologia completa delle presenze e delle reti in nazionale ― Italia under 21 | Cronologia completa delle presenze e delle reti in nazionale ― Italia under 21 | Cronologia completa delle presenze e delle reti in nazionale ― Italia under 21 | Cronologia completa delle presenze e delle reti in nazionale ― Italia under 21 | Cronologia completa delle presenze e delle reti in nazionale ― Italia under 21 | Cronologia completa delle presenze e delle reti in nazionale ― Italia under 21 | Cronologia completa delle presenze e delle reti in nazionale ― Italia under 21 |
| Data                                                                           | Città                                                                          | In casa                                                                        | Risultato                                                                      | Ospiti                                                                         | Competizione                                                                   | Reti                                                                           | Note                                                                           |
| ------------------------------------------------------------------------------ | ------------------------------------------------------------------------------ | ------------------------------------------------------------------------------ | ------------------------------------------------------------------------------ | ------------------------------------------------------------------------------ | ------------------------------------------------------------------------------ | ------------------------------------------------------------------------------ | ------------------------------------------------------------------------------ |
| 19-11-1969                                                                     | Deventer                                                                       | Paesi Bassi under 21                                                           | 2 – 0                                                                          | Italia under 21                                                                |                                                                                | -                                                                              |                                                                                |
| 18-2-1970                                                                      | Reggio Calabria                                                                | Italia under 21                                                                | 0 – 0                                                                          | Polonia under 21                                                               |                                                                                | -                                                                              |                                                                                |
| 5-5-1971                                                                       | Trieste                                                                        | Italia under 21                                                                | 5 – 2                                                                          | Paesi Bassi under 21                                                           |                                                                                | -                                                                              |                                                                                |
| Totale                                                                         |                                                                                | Presenze                                                                       | 3                                                                              |                                                                                | Reti                                                                           | 0                                                                              |                                                                                |

### Statistiche da allenatore
Statistiche aggiornate al 24 gennaio 2014. In grassetto le competizioni vinte.
| Stagione        | Squadra         | Campionato      | Campionato | Campionato | Campionato | Campionato | Coppe nazionali | Coppe nazionali | Coppe nazionali | Coppe nazionali | Coppe nazionali | Coppe continentali | Coppe continentali | Coppe continentali | Coppe continentali | Coppe continentali | Altre coppe | Altre coppe | Altre coppe | Altre coppe | Altre coppe | Totale | Totale | Totale | Totale | % Vittorie | Piazzamento               |
| Stagione        | Squadra         | Comp            | G          | V          | N          | P          | Comp            | G               | V               | N               | P               | Comp               | G                  | V                  | N                  | P                  | Comp        | G           | V           | N           | P           | G      | V      | N      | P      | %          | Piazzamento               |
| --------------- | --------------- | --------------- | ---------- | ---------- | ---------- | ---------- | --------------- | --------------- | --------------- | --------------- | --------------- | ------------------ | ------------------ | ------------------ | ------------------ | ------------------ | ----------- | ----------- | ----------- | ----------- | ----------- | ------ | ------ | ------ | ------ | ---------- | ------------------------- |
| 1997-1998       | Acireale        | C1              | 34         | 10         | 15         | 9          | CI-C            | 6               | 3               | 1               | 2               | -                  | -                  | -                  | -                  | -                  | -           | -           | -           | -           | -           | 40     | 13     | 16     | 11     | 32,50      | 8º                        |
| 1998-1999       | Ternana         | B               | 10         | 3          | 4          | 3          | CI              | 2               | 0               | 1               | 1               | -                  | -                  | -                  | -                  | -                  | -           | -           | -           | -           | -           | 12     | 3      | 5      | 4      | 25,00      | esonerato                 |
| 1999-2000       | Crotone         | C1              | 34         | 19         | 12         | 3          | CI-C            | 10              | 5               | 2               | 3               | -                  | -                  | -                  | -                  | -                  | S-C1        | 2           | 0           | 1           | 1           | 46     | 24     | 15     | 7      | 52,17      | 1º (prom.)                |
| 2000-2001       | Crotone         | B               | 4          | 1          | 0          | 3          | CI              | 3               | 0               | 0               | 3               | -                  | -                  | -                  | -                  | -                  | -           | -           | -           | -           | -           | 7      | 1      | 0      | 6      | 14,29      | esonerato                 |
| Totale Crotone  | Totale Crotone  | Totale Crotone  | 38         | 20         | 12         | 6          |                 | 13              | 5               | 2               | 6               |                    | -                  | -                  | -                  | -                  |             | 2           | 0           | 1           | 1           | 53     | 25     | 15     | 13     | 47,17      |                           |
| 2004-2005       | Avellino        | C1              | 28         | 15         | 8          | 5          | CI+CI-C         | 3+6             | 0+2             | 1+2             | 2+2             | -                  | -                  | -                  | -                  | -                  | -           | -           | -           | -           | -           | 37     | 17     | 11     | 9      | 45,95      | esonerato                 |
| 2005-2006       | Torres          | C1              | 34+2       | 12         | 17         | 5+2        | CI-C            | 8               | 4               | 3               | 1               | -                  | -                  | -                  | -                  | -                  | -           | -           | -           | -           | -           | 44     | 16     | 20     | 8      | 36,36      | 3º                        |
| 2006-2007       | Grosseto        | C1              | 25         | 15         | 8          | 2          | CI+CI-C         | 0+2             | 0               | 1               | 1               | -                  | -                  | -                  | -                  | -                  | S-C1        | 2           | 1           | 1           | 0           | 29     | 16     | 10     | 3      | 55,17      | subentrato, 1º (prom.)    |
| 2007-2008       | Perugia         | C1              | 32+2       | 15+1       | 8          | 9+1        | CI-C            | 4               | 2               | 1               | 1               | -                  | -                  | -                  | -                  | -                  | -           | -           | -           | -           | -           | 38     | 18     | 9      | 11     | 47,37      | esonerato, subentrato, 5º |
| 2008-2009       | Pescara         | 1D              | 8          | 3          | 3          | 2          | CI+CI-LP        | -               | -               | -               | -               | -                  | -                  | -                  | -                  | -                  | -           | -           | -           | -           | -           | 8      | 3      | 3      | 2      | 37,50      | subentrato, 12º           |
| 2009-2010       | Pescara         | 1D              | 19         | 7          | 9          | 3          | CI-LP           | 5               | 4               | 1               | 0               | -                  | -                  | -                  | -                  | -                  | -           | -           | -           | -           | -           | 24     | 11     | 10     | 3      | 45,83      | esonerato                 |
| Totale Pescara  | Totale Pescara  | Totale Pescara  | 27         | 10         | 12         | 5          |                 | 5               | 4               | 1               | 0               |                    | -                  | -                  | -                  | -                  |             | -           | -           | -           | -           | 32     | 14     | 13     | 5      | 43,75      |                           |
| 2013-2014       | Grosseto        | 1D              | 8          | 3          | 2          | 3          | CI+CI-LP        | 0+1             | 1               | 0               | 0               | -                  | -                  | -                  | -                  | -                  | -           | -           | -           | -           | -           | 9      | 4      | 2      | 3      | 44,44      | subentrato, esonerato     |
| Totale Grosseto | Totale Grosseto | Totale Grosseto | 33         | 18         | 10         | 5          |                 | 3               | 1               | 1               | 1               |                    | -                  | -                  | -                  | -                  |             | 2           | 1           | 1           | 0           | 38     | 20     | 12     | 6      | 52,63      |                           |
| Totale carriera | Totale carriera | Totale carriera | 240        | 104        | 86         | 50         |                 | 50              | 21              | 13              | 16              |                    | -                  | -                  | -                  | -                  |             | 4           | 1           | 2           | 1           | 294    | 126    | 101    | 67     | 42,86      |                           |

## Palmarès

### Giocatore

#### Club

##### Competizioni nazionali
- Campionato italiano: 6

Juventus: 1971-1972, 1972-1973, 1974-1975, 1976-1977, 1977-1978, 1980-1981
- Coppa Italia: 1

Juventus: 1978-1979

##### Competizioni internazionali
- Coppa UEFA: 1

Juventus: 1976-1977

### Allenatore

#### Competizioni giovanili
- Torneo di Viareggio: 1

Juventus: 1994
- Campionato Primavera: 1

Juventus: 1993-1994
- Coppa Italia Primavera: 1

Juventus: 1994-1995

#### Competizioni nazionali
- Campionato italiano di Serie C1: 2

Crotone: 1999-2000 (Girone B)
Grosseto: 2006-2007 (Girone A)
- Supercoppa di Lega di Serie C1: 1

Grosseto: 2007